# Lake Erie Monsters
Lake Erie Monsters je hokejski klub smješten u Clevelandu u saveznoj američkoj državi Ohio. Momčad se natječe u AHL-u (American Hockey League) kao predstavnik Zapadne konferencije, odnosno, divizije Sjever. Domaće utakmice odigravaju u Quicken Loans Areni. Klub djeluje od 2007. godine te je ujedno podružnica NHL momčadi Colorado Avalanche.

## Povijest
Klub je nastao na temeljima franšize Utah Grizzlies. Klub je premješten u Cleveland te je preuzeo mjesto Cleveland Baronsa koji su se pak premjestili u Massachusetts. Klub je ime dobio po čudovištu Bessie iz lokalne legende, a promjenu imena na konferenciji za novinare najavio je Dan Gilbert, vlasnik Monstersa, NBA momčadi Cleveland Cavaliersa i tvrtke Quicken Loans. 6. listopada 2007. godine Lake Erie Monsters odigrali su na domaćem ledu svoju prvu utakmicu u AHL-u protiv Grand Rapids Griffins.

## Statistika sezona
Bilješka: OU = odigrane utakmice, P = pobjeda, I = poraz (izgubljeno), IPR = poraz u produžetku, IRSP = poraz nakon raspucavanja, G+ = postignuti golovi, G- = primljeni golovi, KP = konačni poredak (osvojeno mjesto u diviziji)
| 2007./08. | 80 | 26 | 41 | 6 | 7 | 65 | 209 | 276 | 6. (Sjever) | Momčad se nije kvalificirala |
| 2008./09. | 80 | 34 | 38 | 3 | 5 | 76 | 199 | 218 | 6. (Sjever) | Momčad se nije kvalificirala |

## Trenutačna momčad
| Br. | Nac. | Ime               | Poz | H/P | Datum rođenja       | Mjesto rođenja                            | U klubu od | Status ugovora |
| --- | ---- | ----------------- | --- | --- | ------------------- | ----------------------------------------- | ---------- | -------------- |
| 30  |      | Tyler Weiman      | V   | L   | 5. lipnja 1984.     | Saskatoon, Saskatchewan, Kanada           | 2007.      | Avalanche      |
| 64  |      | Billy Sauer       | V   | L   | 6. siječnja 1988.   | Rochester, New York, SAD                  | 2009.      | Avalanche      |
| 2   |      | Wes O'Neill       | B   | L   | 3. ožujka 1986.     | Essex, Ontario, Kanada                    | 2007.      | Avalanche      |
| 4   |      | Brett Skinner     | B   | L   | 28. lipnja 1983.    | Brandon, Manitoba, Kanada                 | 2009.      | Avalanche      |
| 5   |      | Brian Fahey       | B   | D   | 2. ožujka 1981.     | Glenview, Illinois, SAD                   | 2009.      | Avalanche      |
| 6   |      | Derek Peltier     | B   | L   | 4. ožujka 1985.     | Plymouth, Minnesota, SAD                  | 2008.      | Avalanche      |
| 28  |      | Tom Preissing     | B   | D   | 3. prosinca 1978.   | Arlington Heights, Illinois, SAD          | 2009.      | Avalanche      |
| 44  |      | Travis Gawryletz  | B   | D   | 2. studenog 1985.   | Trail, Britanska Kolumbija, Kanada        | 2009.      | Jackals        |
| 47  |      | Raymond Macias    | B   | D   | 18. rujna 1986.     | Long Beach, Kalifornija, Kalifornija, SAD | 2007.      | Avalanche      |
| 56  |      | Kevin Montgomery  | B   | L   | 4. travnja 1988.    | Rochester, New York, SAD                  | 2008.      | Avalanche      |
| 10  |      | Brock Bradford    | LK  | D   | 7. siječnja 1987.   | Burnaby, Britanska Kolumbija, Kanada      | 2009.      | Monsters       |
| 29  |      | Ryan Stoa         | LK  | L   | 13. travnja 1987.   | Bloomington, Minnesota, SAD               | 2009.      | Avalanche      |
| 43  |      | Justin Mercier    | LK  | L   | 25. lipnja 1987.    | Erie, Pennsylvania, SAD                   | 2009.      | Avalanche      |
| 51  |      | Tom Fritsche      | LK  | L   | 30. rujna 1986.     | Parma, Ohio, SAD                          | 2008.      | Avalanche      |
| 58  |      | Patrick Bordeleau | LK  | L   | 23. ožujka 1986.    | Montreal, Quebec, Kanada                  | 2009.      | Monsters       |
| 7   |      | T. J. Hensick     | C   | D   | 10. prosinca 1985.  | Howell, Michigan, SAD                     | 2007.      | Avalanche      |
| 9   |      | Philippe Dupuis   | C   | D   | 24. travnja 1985.   | Laval, Quebec, Kanada                     | 2008.      | Avalanche      |
| 26  |      | Marty Sertich     | C   | L   | 13. listopada 1982. | Roseville, Minnesota, SAD                 | 2008.      | Avalanche      |
| 49  |      | Cedric McNicoll   | C   | L   | 28. kolovoza 1988.  | Longueuil, Quebec, Kanada                 | 2009.      | Avalanche      |
| 18  |      | Brian Willsie     | DK  | D   | 16. ožujka 1978.    | London, Ontario, Kanada                   | 2008.      | Avalanche      |
| 20  |      | Darren Haydar     | DK  | D   | 22. listopada 1979. | Milton, Ontario, Kanada                   | 2009.      | Avalanche      |
| 23  |      | Matthew Ford      | DK  | D   | 9. studenog 1984.   | West Hills, Kalifornija, SAD              | 2008.      | Checkers       |
| 56  |      | Josh Aspenlind    | DK  | D   | 19. travnja 1986.   | Langley, Britanska Kolumbija, Kanada      | 2009.      | Monsters       |

## Klupski rekordi i prekretnice
| Prekretnice  | Prekretnice         | Prekretnice                                                   |
| Dostignuće   | Datum               | Bilješke                                                      |
| ------------ | ------------------- | ------------------------------------------------------------- |
| 1. utakmica  | 6. listopada 2007.  | Grand Rapids Griffins - Lake Erie Monsters 3 : 2              |
| 1. pobjeda   | 20. listopada 2007. | Lake Erie Monsters - Syracuse Crunch 3 : 2                    |
| 1. pogodak   | 6. listopada 2007.  | Matt Hussey, Grand Rapids Griffins - Lake Erie Monsters 3 : 2 |
| 1. hat-trick | 17. studenog 2007.  | Chris Stewart, Lake Erie Monsters - Toronto Marlies 5 : 3     |

## Vanjske poveznice
- Službena stranica